# エベレチ・エゼ
エベレチ・エゼ（Eberechi Eze, 1998年6月29日 - ）は、イングランド・グリニッジ出身のプロサッカー選手。プレミアリーグ・クリスタル・パレス所属。イングランド代表。ポジションはミッドフィールダー。

## 経歴

### クラブ
ナイジェリア人の両親のもとグリニッジに生まれ、中高生のときに後にチームメイトとなるブライト・オサイ＝サミュエルと一緒にサッカーをしていた。
アーセナルの下部組織でサッカーを始めたが、13歳のときに上のカテゴリに進めずに退団。その後フラム、レディングを経てミルウォールに入団した。
しかしミルウォールのトップチームとプロ契約には至らず、2015-16シーズン終了後にはチームを退団した。
プロサッカー選手になることを諦め、大学に進学することも考えていたが、チャンピオンシップを戦っていたクイーンズ・パーク・レンジャーズのトライアルを受けて好印象を残し、8月3日に同クラブと契約を交わした。
2017年8月30日にはウィコム・ワンダラーズに半年間のローンに出され、間もなく定位置をつかむ。20試合で7ゴールを挙げ、1月にQPRに帰還するまでの間、同クラブがリーグ1に昇格する布石を作った。
2020年8月28日、5年契約でクリスタル・パレスに移籍。移籍金は1,950万ポンドと報じられている。加入後、すぐにロイ・ホジソン率いるクラブの重要なピースとなり、開幕戦のサウサンプトン戦で初出場を果たした。その後はサイドハーフとしてコンスタントに出場を重ねた。
2025年、5月18日のFAカップの決勝、マンチェスター・シティ戦に先発出場すると、貴重な先制ゴールを挙げ、1-0でクリスタル・パレスの創設以来初タイトル獲得、UEFAヨーロッパリーグ出場に貢献した。

### 代表
2023年6月16日、UEFA EURO 2024予選のマルタ戦でA代表初出場。
2025年3月24日、FIFAワールドカップ予選のラトビア戦で代表初ゴールを記録した。

## 個人成績

### クラブ
| 国内大会個人成績 | 国内大会個人成績       | 国内大会個人成績 | 国内大会個人成績   | 国内大会個人成績 | 国内大会個人成績 | 国内大会個人成績 | 国内大会個人成績 | 国内大会個人成績 | 国内大会個人成績 | 国内大会個人成績 | 国内大会個人成績 |
| 年度             | クラブ                 | 背番号           | リーグ             | リーグ戦         | リーグ戦         | リーグ杯         | リーグ杯         | オープン杯       | オープン杯       | 期間通算         | 期間通算         |
| 年度             | クラブ                 | 背番号           | リーグ             | 出場             | 得点             | 出場             | 得点             | 出場             | 得点             | 出場             | 得点             |
| イングランド     | イングランド           | イングランド     | イングランド       | リーグ戦         | リーグ戦         | FLカップ         | FLカップ         | FAカップ         | FAカップ         | 期間通算         | 期間通算         |
| ---------------- | ---------------------- | ---------------- | ------------------ | ---------------- | ---------------- | ---------------- | ---------------- | ---------------- | ---------------- | ---------------- | ---------------- |
| 2016-17          | QPR                    | 39               | チャンピオンシップ | 0                | 0                | 0                | 0                | 1                | 0                | 1                | 0                |
| 2017-18          | QPR                    | 30               | チャンピオンシップ | 16               | 2                | 0                | 0                | 1                | 0                | 17               | 2                |
| 2017-18          | ウィコム・ワンダラーズ | 27               | リーグ2            | 20               | 5                | -                | -                | -                | -                | 20               | 5                |
| 2018-19          | QPR                    | 10               | チャンピオンシップ | 42               | 4                | 1                | 0                | 3                | 0                | 46               | 4                |
| 2019-20          | QPR                    | 10               | チャンピオンシップ | 46               | 14               | 1                | 0                | 1                | 0                | 48               | 14               |
| 2020-21          | クリスタル・パレス     | 25               | プレミアリーグ     | 34               | 4                | 1                | 0                | 1                | 0                | 36               | 4                |
| 2021-22          | クリスタル・パレス     | 10               | プレミアリーグ     | 13               | 1                | 0                | 0                | 4                | 0                | 17               | 1                |
| 2022-23          | クリスタル・パレス     | 10               | プレミアリーグ     | 38               | 10               | 1                | 0                | 1                | 0                | 40               | 10               |
| 2023-24          | クリスタル・パレス     | 10               | プレミアリーグ     | 27               | 11               | 2                | 0                | 2                | 0                | 31               | 11               |
| 2024-25          | クリスタル・パレス     | 10               | プレミアリーグ     | 34               | 8                | 4                | 2                | 5                | 4                | 43               | 14               |
| 通算             | イングランド           | イングランド     | リーグ2            | 20               | 5                | 0                | 0                | 0                | 0                | 20               | 5                |
| 通算             | イングランド           | イングランド     | チャンピオンシップ | 104              | 20               | 2                | 0                | 6                | 0                | 112              | 20               |
| 通算             | イングランド           | イングランド     | プレミアリーグ     | 146              | 34               | 8                | 2                | 13               | 4                | 167              | 40               |
| 総通算           | 総通算                 | 総通算           | 総通算             | 270              | 59               | 10               | 2                | 19               | 4                | 299              | 65               |

### 代表
| イングランド代表 | 国際Aマッチ | 国際Aマッチ |
| 年               | 出場        | 得点        |
| ---------------- | ----------- | ----------- |
| 2023             | 2           | 0           |
| 2024             | 7           | 0           |
| 2025             | 3           | 1           |
| 通算             | 12          | 1           |

#### ゴール
| #  | 年月日        | 開催地                                    | 対戦国   | 勝敗 | 試合概要                                         |
| -- | ------------- | ----------------------------------------- | -------- | ---- | ------------------------------------------------ |
| 1. | 2025年3月24日 | ウェンブリー・スタジアム（ イングランド） | ラトビア | ○3-0 | 2026 FIFAワールドカップ・ヨーロッパ予選グループK |

## タイトル

### クラブ
クリスタル・パレス
- FAカップ（2024-25）[11]

### 個人
- PFA年間ベストイレブン（チャンピオンシップ2019-20）[14]